# Почти смешная история
«Почти смешная история» — советский двухсерийный художественный телефильм 1977 года, созданный в творческом объединении «Экран». Лирическая история с элементами комедии о пробуждении чувств между пятидесятилетним вдовцом и одинокой женщиной тридцати семи лет.
Премьера состоялась 27 июля 1977 года.
Съёмки фильма проходили в Ярославле, Плёсе, Одессе и Москве.

## Сюжет
Две сестры — Таисия и Иллария — приезжают в старинный маленький городок на Волге Древнегорск. Старшая, Таисия, художница, пишет этюды. Таисия — творческая личность и поэтому все домашние обязанности лежат на младшей сестре, несколько инфантильной и немного чудаковатой Илларии. На пристани города они знакомятся с командированным Виктором Михайловичем Мешковым — инженером по технике безопасности. Виктор Михайлович взялся помочь поднести им тяжёлый чемодан, у которого от тяжести отрывается ручка. С этим фактом в дальнейшем связано несколько забавных эпизодов; также этот случай послужил поводом для продолжения знакомства. С Виктором Михайловичем они оказываются в одной гостинице, где женщин поначалу отказываются поселить — «мест нету». Виктор Михайлович уговаривает дежурного администратора поселить попутчиц в номер, предназначенный для его коллеги Лазаренко, который должен прибыть на следующий день. Вскоре является Лазаренко — немного чудаковатый мужчина средних лет.
Иллария чувствует влечение к Виктору Михайловичу и признаётся, что влюблена. Для того, чтобы привлечь внимание Мешкова, Иллария делает в парикмахерской новую причёску, но Мешков не обращает внимания. Причёску Илларии замечает Лазаренко. Виктор Михайлович поначалу не знает, как воспринимать поведение Илларии, а командировочный роман мешает его работе.
Командировка заканчивается, и Мешков должен уезжать. Старшая сестра относится к увлечению Илларии с прохладцей, но когда она узнаёт, что это не командировочная интрижка, а всё серьёзнее, то приходит в ярость. Она врывается в номер Мешкова для выяснения отношений, заперев сестру на ключ в их комнате, однако Иллария через балконные перегородки пробирается в номер Мешкова и провожает его на поезд.
Иллария не встречает понимания и моральной поддержки со стороны сестры, Таисия вся с головой в работе.
Мешков, вернувшись из командировки, не может забыть встречу. Сослуживцы по работе и взрослая дочь Маша — девушка на выданье — замечают, что он потерял душевный покой.
Случайный знакомый Мешкова — аспирант Толик, странноватый и бесцеремонный молодой человек, переживающий личную семейную драму, пытается ухаживать за Машей и в конце концов добивается её расположения, хотя Мешкова поначалу раздражает его появление. Виктор Михайлович отправляется в очередную командировку, а сёстры возвращаются из Древнегорска. На маленькой станции между Мешковым и Илларией происходит мимолётная встреча, однако пообщаться им не удаётся. Иллария является к нему на квартиру и обижается на него — Виктор Михайлович не предпринял попыток её разыскать в Москве. Влюблённые на какое-то время расстаются.
Мешков отправляется на поиски Илларии и безрезультатно обращается в справочное бюро — без фамилии разыскиваемого поиск невозможен, однако прямо рядом с бюро проходит художественная выставка, где Таисия Павловна выставляет свои картины. Художница снова пытается отвадить Мешкова от сестры, но в этот момент её называют по фамилии, и теперь Виктор Михайлович знает достаточно, чтобы вернуться в справочное бюро.
Мешков приглашает Илларию Павловну на свидание, чтобы расставить все точки над «i», но закрытая на санитарный день шашлычная срывает его планы. Неудачная попытка объяснения между ними происходит на трибуне пустого осеннего стадиона «Динамо». Иллария объявляет ему, что снова уезжает с сестрой на этюды в Древнегорск и вернётся после ноябрьских праздников. По их возвращении Мешков встречает Илларию с сестрой на Казанском вокзале, где снова берётся нести их неподъёмный чемодан. У Илларии текут слёзы, а у чемодана опять отрывается ручка.

## Актёры
- Ольга Антонова — Иллария Павловна, чертёжница-надомница
- Людмила Аринина — Таисия Павловна Алсуфьева, художница, сестра Илларии
- Михаил Глузский — Виктор Михайлович Мешков, инженер по технике безопасности
- Михаил Данилов — Лазаренко, сослуживец Мешкова
- Мария Великанова — Маша (Маня), дочь Мешкова
- Владимир Пучков — Толик, ухажёр Мани
- Валентин Гафт — попутчик в поезде, снабженец
- Мария Миронова — телеграфистка

## Съёмочная группа
- режиссёр-постановщик — Пётр Фоменко
- оператор-постановщик — Феликс Кефчиян
- художник-постановщик — Олег Передерий
- музыка — Сергей Никитин и Виктор Берковский
- исполнители песен — Сергей Никитин и Татьяна Никитина, кроме песни «Я леплю из пластилина», исполнительница — Ольга Антонова.

## Песни из кинофильма
- «Я леплю из пластилина» на стихи Новеллы Матвеевой[4]
- «Под музыку Вивальди» на стихи Александра Величанского
- «За невлюблёнными людьми» на стихи Юнны Мориц
- «Синий цвет» на стихи Николая Бараташвили в переводе Бориса Пастернака